# (6935) Morisot
(6935) Morisot (4524 P-L) – planetoida z pasa głównego asteroid okrążająca Słońce w ciągu 3,44 lat w średniej odległości 2,28 j.a. Odkryta 24 września 1960 roku.